# Oneeke
Oneeke är en del av en ö i Kiribati.   Den ligger i örådet Kuria och ögruppen Gilbertöarna, i den södra delen av landet, 130 km söder om huvudstaden Tarawa. Arean är 5,2 kvadratkilometer.
Terrängen på Oneeke är mycket platt. Öns högsta punkt är 16 meter över havet. Den sträcker sig 4,4 kilometer i nord-sydlig riktning, och 3,5 kilometer i öst-västlig riktning.
Följande samhällen finns på Oneeke:
- Manenaua Village
- Oneeke Village